# ゲオルク・フォン・オルデンブルク
ペーター・フリードリヒ・ゲオルク・フォン・オルデンブルク（Peter Friedrich Georg von Oldenburg, 1784年5月9日 - 1812年12月27日）は、オルデンブルク大公ペーター1世とその妻フリーデリケ・フォン・ヴュルテンベルクの間の次男。ロシア皇帝パーヴェル1世の娘エカテリーナ・パヴロヴナと結婚し、ロシア帝室に婿入りする形となった。ロシアではゲオルギー・ペトロヴィチ・オリデンブルクスキー（Гео́ргий Петро́вич Ольденбу́ргский）と呼ばれた。

## 生涯
ゲオルクは1809年8月3日、ロシアの先帝パーヴェル1世の四女で、皇帝アレクサンドル1世のお気に入りの妹であったエカチェリーナ・パヴロヴナ大公女と結婚した。この結婚の裏には、フランス皇帝ナポレオン1世がロシアとの同盟を維持する目的と世継ぎを儲ける目的のために、ジョゼフィーヌ皇后と離婚してエカチェリーナを後妻に迎えようとしていた経緯があった。エカテリーナを成り上がりのナポレオンに嫁がせることを断固阻止したい皇太后マリヤ・フョードロヴナは、自分の甥ゲオルクと娘エカチェリーナとの結婚を急いで取り決めた。結婚当日、ゲオルクは皇帝の家族のみに許される「His Imperial Highness」の敬称を与えられ、トヴェリ、ヤロスラヴリ、ノヴゴロドの3州の総督に任命された。
ゲオルクとエカチェリーナは政略結婚の夫婦だったものの、夫婦生活は幸福だった。エカチェリーナは美しく活発な女性で、夫を深く慕った。次男だったゲオルクはオルデンブルク公国ではわずかな財産しか分与されていなかったため、ゲオルクとエカチェリーナはより厚遇されるロシアに住み、トヴェリで新婚生活を送った。ゲオルクと息子たちはロシア式に父称を用い、姓もロシア風に「オリデンブルクスキー」へと変えた。
1811年1月22日、オルデンブルク公国はナポレオンによって征服された。これはエカチェリーナを自分に与えることを拒んだロシア帝室に対する、ナポレオンによる報復であった。ナポレオンが失墜するとともに、オルデンブルク公国は復活した。ゲオルクは1812年にヴォルガ地方の総督に新たに任命されたが、その半年後に腸チフスのため急死した。結婚後わずか3年で未亡人となったエカチェリーナは深く嘆き悲しんだが、4年後の1816年にヴュルテンベルク王ヴィルヘルム1世（ゲオルク、エカチェリーナ双方にとって従兄にあたる）と再婚した。

## 子女
ゲオルク夫妻は2人の息子をもうけた。
- ペーター・ゲオルク・パウル・アレクサンダー / アレクサンドル（1810年 - 1829年）
- コンスタンティン・フリードリヒ・ペーター / ピョートル（1812年 - 1881年）